# Kryštof z Trauttmansdorffu
Kryštof z Trauttmansdorffu (německy Christoph von Trautmannsdorf či von Trauttmansdorff, * kolem roku 1435 – 16. listopadu 1480, Seggauberg) byl rakouský šlechtic ze štýrského rytířského rodu Trauttmansdorffů. V letech 1477–1480 byl biskupem sekavským jako Kryštof I.

## Život
Kryštof z Trautmannsdorfu se narodil jako syn Herranda III. z Trauttmansdorffu (asi 1410–1467) z rytířského rodu Trauttmansdorffů původem z východního Štýrska, z něhož se od 15. století několik kanovníků salcburské katedrály. Kryštofovou matkou byla Markéta z Elrichingu. Měl bratry Jana, Leopolda a Viléma.
V letech 1457 až 1458 studoval na vídeňské univerzitě a v roce 1467 byl vysvěcen na kněze sekavským biskupem Georgem Überackerem. Stal se kanovníkem v Salcburku, jeho bratr Jan byl opatem v Admontu, další jeho příbuzný byl kanovníkem ve Vorau a prvním proboštem v Pöllau.
V roce 1477 byl Kryštof z Trauttmansdorffu zvolen a potvrzen v úřadu biskupa v Sekavě, vysvěcen byl 4. května 1477 salcburským arcibiskupem Bernardem z Rohru. Když císař Fridrich III. Bernarda v roce 1478 donutil rezignovat, hledal ochranu kvůli turecké hrozbě u uherského krále Matyáše Korvína a Trauttmansdorff ho 17. listopadu 1479 následoval. Ve válce mezi císařem Fridrichem III. a Korvínem se diecéze stala z velké části kořistí Maďarů a císařských vojsk. Hrady Leibnitz a Seggau byly obsazeny.
Biskup Kryštof z Trauttmansdorffu zemřel v Seggau 16. listopadu roku 1480 a místo jeho posledního odpočinku není známo.